# Георгий Мерчуле
Георгий Мерчуле (груз. გიორგი მერჩულე — Гиорги Мерчулэ; годы рождения и смерти неизвестны) — грузинский писатель X века, автор книги «Житие Григория Хандзтели» (951).
Мерчуле является не фамилией автора, а скорее эпитетом, который переводится как изучающий веру, или теолог.
Был монахом Грузинской Церкви в монастыре Хандзта в Тао.
Книга «Житие Григория Хандзтели» была открыта в Иерусалиме в 1902 году Н. Я. Марром. Эта книга написана лёгким и колоритным языком, автор обнаруживает широкий кругозор. В ней Георгий Мерчули изложил биографию Григория Хандзтели, а также историю края.